# Sambonsuge Takashi
Takashi Sambonsuge (sinh ngày 5 tháng 6 năm 1978) là một cầu thủ bóng đá người Nhật Bản.

## Sự nghiệp câu lạc bộ
Takashi Sambonsuge đã từng chơi cho Urawa Reds, Mito HollyHock, Ventforet Kofu, FC Horikoshi, Matsumoto Yamaga FC và Nara Club.